# 提普頓
提普頓（Tipton）是英格蘭西米德蘭茲的一個城鎮。2011年，提普頓有人口38,777人。提普頓是黑鄉地區的一部分。